# Aliina Salomaa
Aliina Wilhemiina Salomaa (till 1897 Sohlman), född den 26 mars 1866 i Loppis, död den 9 april 1909 Tammerfors, var en finländsk folkskollärare, kommunalpolitiker och medlem av nykterhetsrörelsen. Hon var en drivande gestalt inom nykterhetsrörelsen i Tammerfors.